# Ana Fidelia Quirós
Ana Fidelia Quirós Moret (Palma Soriano, 23 de marzo de 1963)
―más conocida como Ana Fidelia Quirot Moré―
es una atleta cubana que se especializó en pruebas de mediofondo, conocida como La Tormenta del Caribe.

## Biografía
Su madre se llama Esmerida Moret.
Comenzó a entrenar en 1974 y posteriormente en 1983 se incorporó a la selección nacional cubana de alto rendimiento. Participó en su primera competencia internacional el 13 de abril de 1985. Durante el año 1989 logró dos títulos en la Copa del Mundo en 400 y 800 metros, por lo que fue galardonada como mejor atleta femenina a nivel mundial. Era la gran favorita para imponerse en los Juegos Olímpicos de Seúl 1988, pero la no participación de Cuba en solidaridad con Corea del Norte le impidió convertirse en campeona olímpica. Además obtuvo medallas en cinco Grand Prix de Atletismo, en 800 metros: 1987 (1:58,80); 1989 (1:59,02) y 1991 (2:00,17); así como otras dos en 400: 1988 (50,27) y 1990 (50,31).
En 1991 lideró en la vuelta al óvalo en los Juegos Panamericanos de La Habana, fue segunda en los 800 m en el campeonato efectuado en Tokio y medalla de bronce en los Juegos Olímpicos de Barcelona 1992. En 1993 fue víctima de un terrible accidente doméstico, que la dejó quemaduras en más del 38% de su cuerpo. La opinión de muchas personas era que la atleta no iba a poder incorporarse nuevamente al deporte por lo que ese sería el fin de su carrera. Los avances en la medicina cubana y la voluntad de salir adelante hicieron que unos meses después del accidente se incorporara a la pista.
En medio de operaciones quirúrgicas y tratamientos de recuperación, Quirós obtuvo la medalla de plata en los Juegos Centrocaribeños de Ponce (Puerto Rico).
La sorpresa fue grande cuando la atleta se presentó en el Campeonato Mundial de Atletismo en 1995 en Gotemburgo, Suecia, y se llevó la medalla de oro (1:56,11).
Semejante proeza se repetiría dos años después en Grecia, esta vez con tiempo de 1:57,14. En 1996, en los Juegos Olímpicos de Atlanta (Estados Unidos) ganó una medalla de plata. Obtuvo el premio otorgado anualmente por los medios de prensa especializados a la mejor deportista de Latinoamérica y el Caribe en cuatro oportunidades (1989, 1991, 1995 y 1997).
En la actualidad está retirada de la alta competición, pero aún participa en eventos de veteranos y para ayudar a desarrollar el atletismo en Cuba. Además es madre de dos hijos: Karla Fidelia de la Caridad y Alberto Alejandro.